# آني أكيرمان
آني أكيرمان (بالإنجليزية: Annie Ackerman) هي ناشِطة أمريكية، ولدت في 1914، وتوفيت في 1 مارس 1989.